# Drew Larman
Drew Robert Larman (* 15. Mai 1985 in Canton, Michigan) ist ein US-amerikanischer Eishockeyspieler, der seit 2009 bei den Boston Bruins in der National Hockey League unter Vertrag steht.

## Karriere
Drew Larman begann seine Karriere als Eishockeyspieler in der kanadischen Top-Juniorenliga Ontario Hockey League, in der er von 2002 bis 2005 für die Sarnia Sting und die London Knights aktiv war. Mit den Knights gewann er in der Saison 2004/05 den J. Ross Robertson Cup. Als OHL-Meister nahm seine Mannschaft anschließend am Memorial Cup teil, den diese ebenfalls gewann.
Am 28. September 2005 erhielt der Rechtsschütze als Free Agent einen Vertrag bei den Florida Panthers, ohne dass er je zuvor gedraftet worden war. In der Saison 2005/06 lief Larman für Floridas Farmteams, die Florida Everblades aus der ECHL und die Rochester Americans aus der American Hockey League, auf, ehe er in der folgenden Spielzeit sein Debüt in der National Hockey League für die Panthers gab. Insgesamt erzielte der US-Amerikaner in 16 NHL-Spielen zwei Tore. In der Saison 2007/08 bestritt der Center weitere sechs Spiele in der NHL, kam anschließend jedoch nur noch in der AHL zum Einsatz. Am 13. Juli 2009 unterschrieb Larman einen Einjahresvertrag bei den Boston Bruins.
2011 beendete er seine Karriere.

## Erfolge und Auszeichnungen
- 2005 J.-Ross-Robertson-Cup-Gewinn mit den London Knights
- 2005 Memorial-Cup-Gewinn mit den London Knights

## NHL-Statistik
(Stand: Ende der Saison 2008/09)